# Annulus (mycologie)

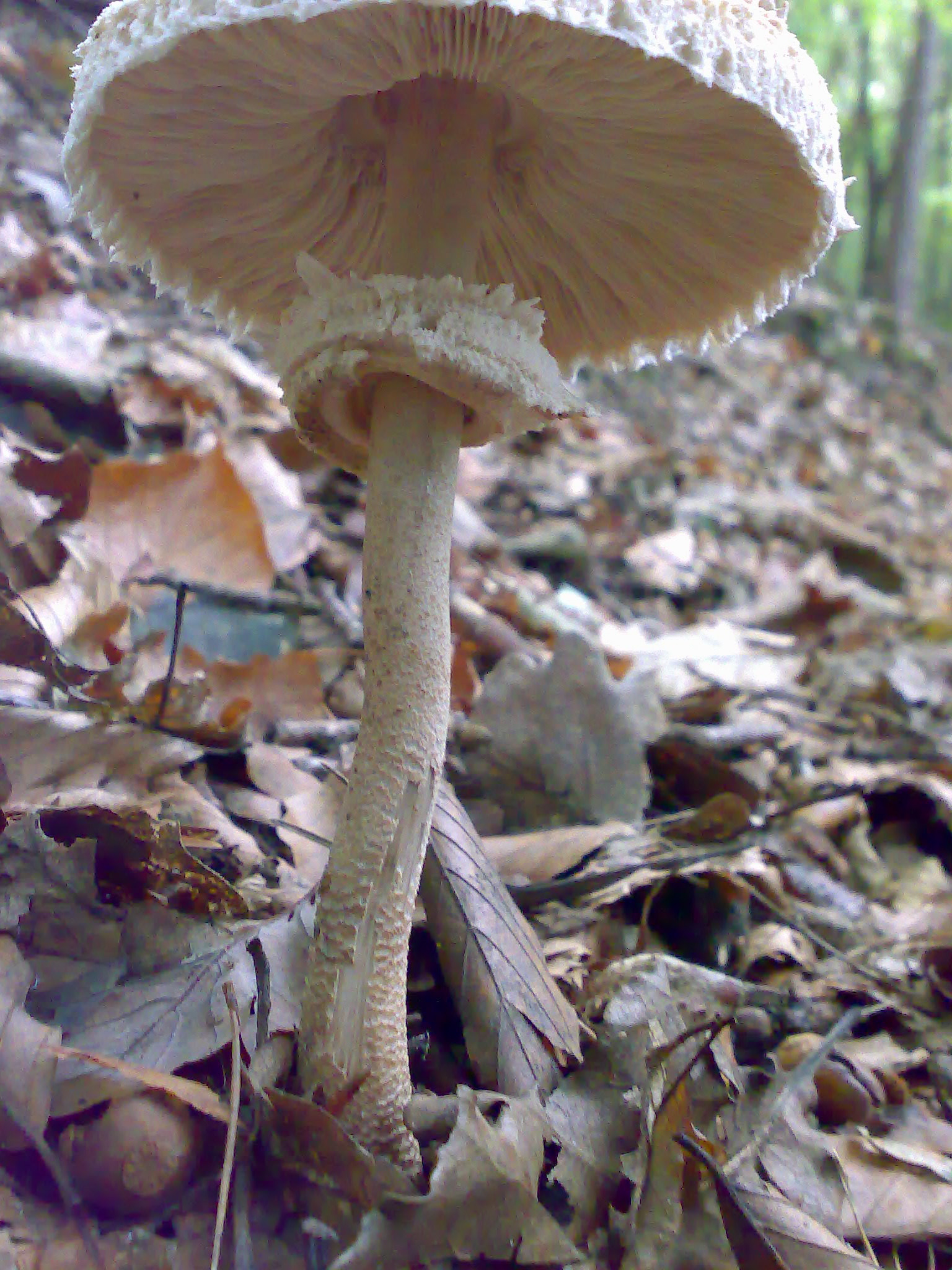
De annulus op een Lepiota

De annulus of kraag is de ringvormige structuur die soms op de  steel wordt gevonden van een paddenstoel. De annulus vertegenwoordigt het resterende deel van het gedeeltelijke velum, nadat het gebroken is om de lamellen of  andere sporenproducerende oppervlakken te openen. Een annulus kan dik en membraanachtig zijn, of het kan spinnenwebachtig zijn. Het laatstgenoemde type van annulus wordt aangeduid als cortina of sluier. De annulus kan blijvend zijn en een kenmerkende eigenschap van een rijpe paddenstoel zijn, of het kan spoedig na de ontwikkeling van de paddenstoel verdwijnen, waarbij fragmenten op de steel achterblijven als een "ringvormige streek". 
De annulus kan in verschillende vormen voorkomen en wordt gebruikt voor de identificatie van de paddenstoel:
- neerhangend - neerwaarts hangend
- flakkerend  - naar buiten uitspreidend vanuit de steel
- in de schede stekend - omhoog rond de steel openend
- vluchtig
- vergankelijk
- vliezige ring
- ring min of meer verschuifbaar